# Melis Durul

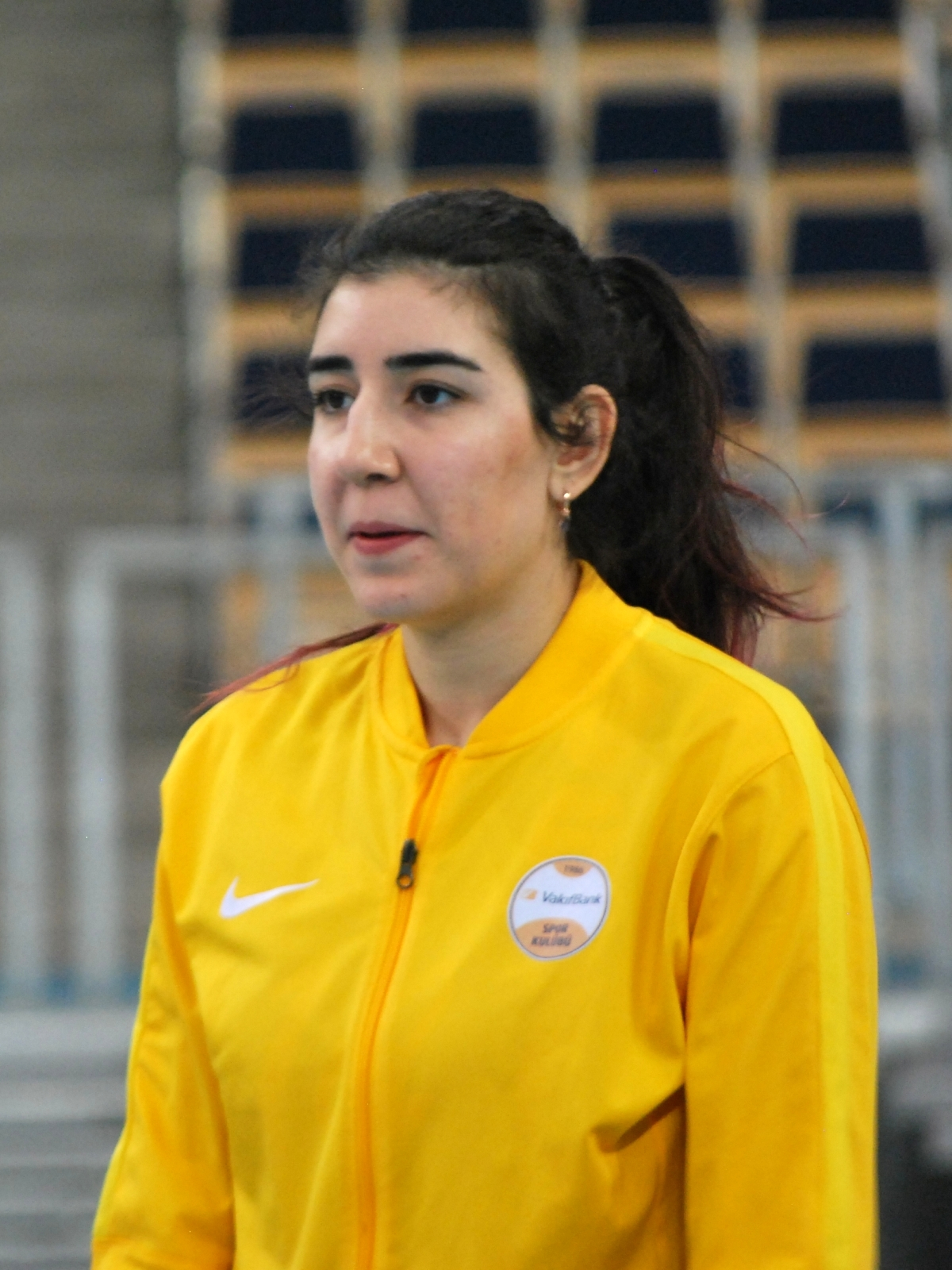
Melis Durul zawodniczką klubu VakıfBank Stambuł przed meczem z Grot Budowlanymi Łódź w Lidze Mistrzyń (2017/2018), 20.02.2018

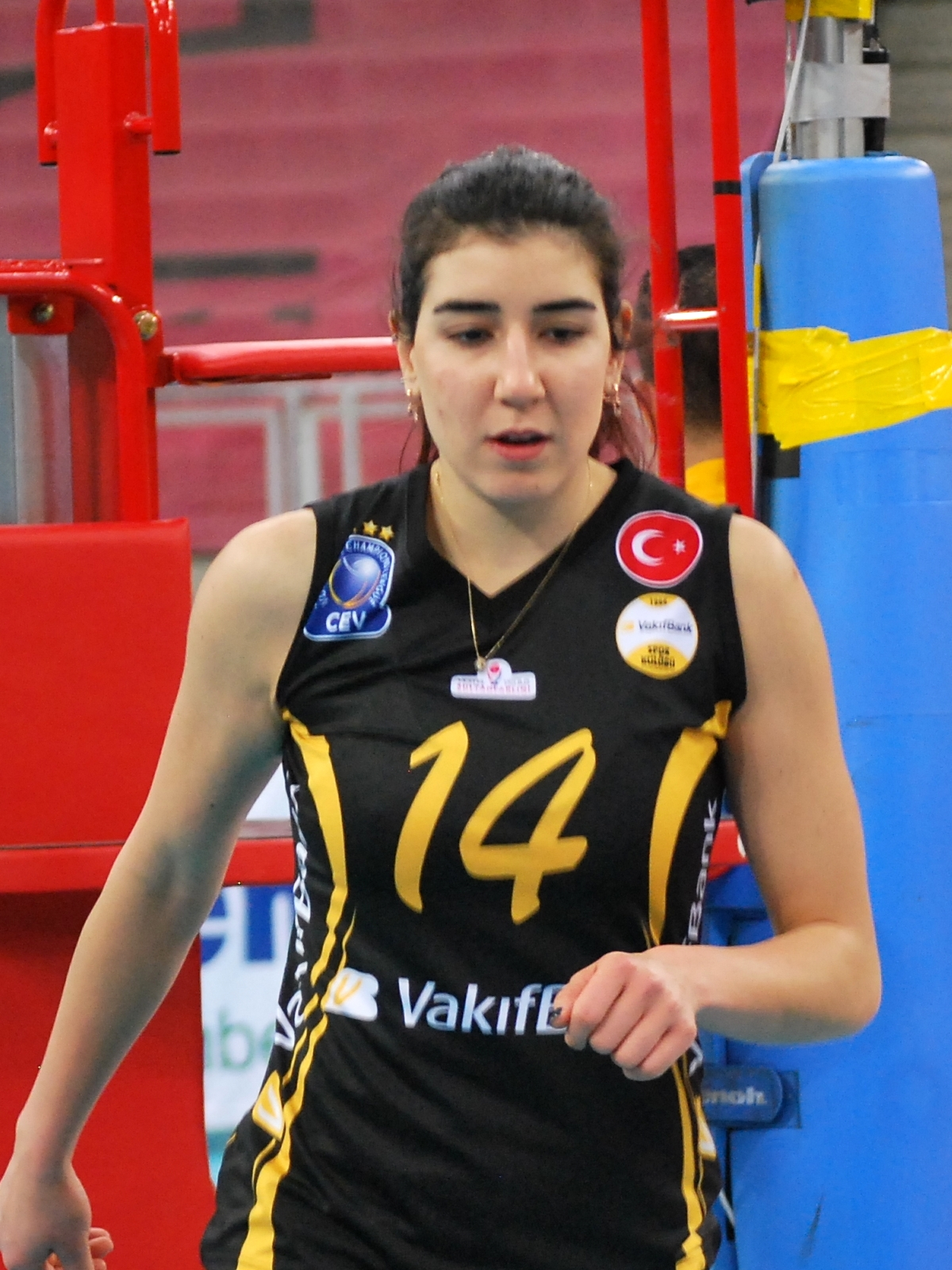
Melis Durul zawodniczką klubu VakıfBank Stambuł przed meczem z Grot Budowlanymi Łódź w Lidze Mistrzyń (2017/2018), 20.02.2018

Melis Durul (ur. 21 października 1993 w Stambule) – turecka siatkarka, reprezentantka kraju, grająca na pozycji atakującej.

## Kariera klubowa
| Lata                      | Klub                          |
| 2012–2013                 | Eczacıbaşı VitrA Stambuł      |
| 2013–2016                 | Sarıyer Belediyesi            |
| 2016–2018                 | VakıfBank Stambuł             |
| 2018–2019                 | Çanakkale Belediyespor Kulübü |
| 2019–2021                 | Eczacıbaşı VitrA Stambuł      |
| 2021–2022                 | Nilüfer Belediyespor          |
| 2022–2023                 | Grot Budowlani Łódź           |
| 2023–2023 (do 19.12.2023) | Igor Gorgonzola Novara        |
| 2024– (od 13.12.2024)     | THY Stambuł                   |

## Sukcesy klubowe
Superpuchar Turcji:
- 2012, 2017, 2019, 2020[12]

Liga turecka:
- 2018[13]
- 2013
- 2017

Klubowe Mistrzostwa Świata:
- 2017[14]
- 2019
- 2016

Liga Mistrzyń:
- 2017, 2018[15]

Puchar Turcji:
- 2017[16]

Liga polska:
- 2023[17]

## Sukcesy reprezentacyjne
Mistrzostwa Świata U-23:
- 2015

Volley Masters Montreux:
- 2016

Igrzyska Śródziemnomorskie:
- 2018